# Елинская (Архангельская область)
Елинская — деревня в Вельском районе Архангельской области. Входит в состав Муниципального образования «Пежемское».

## География
Деревня расположена в 29 километрах на юго-запад от города Вельска , на левом берегу реки Пежма притока Ваги. Ближайшие населённые пункты: на востоке деревня Притыкинская.
Часовой пояс
Елинская, как и вся Архангельская область, находится в часовой зоне МСК (московское время). Смещение применяемого времени относительно UTC составляет +3:00.

## Население
| 2002 | 2010 | 2012 | 2014 |
| ---- | ---- | ---- | ---- |
| 33   | ↘20  | ↗45  | ↘18  |

## История
Указана в «Списке населённых мест по сведениям 1859 года» в составе Вельского уезда Вологодской губернии под номером «2185» как «Елинское(Зарично)». Насчитывала 28 дворов, 93 жителей мужского пола и 116 женского.
В материалах оценочно-статистического исследования земель Вельского уезда упомянуто, что в 1900 году в административном отношении деревня входила в состав Богоявленского сельского общества Никифоровской волости. На момент переписи в селении Елинское(ЗарҌчное) находилось 47 хозяйств, в которых проживало 128 жителей мужского пола и 149 женского.